# نيرا فيلدز
نيرا فيلدز (بالإنجليزية: Nirra Fields)‏ مواليد 3 ديسمبر 1993 في فانكوفر، هي لاعبة كرة سلة كندية. بدأت مسيرتها الاحترافية في سنة 2016. يبلغ طولها 5 قدم 7 بوصة (1.7 م). مثلت منتخب بلادها. شاركت في دورة الألعاب الأولمبية الصيفية سنة 2016. حققت المركز الأول في دورة الألعاب الأمريكية 2015. لعبت مع فينيكس ميركوري في الاتحاد الوطني لكرة السلة النسائية.

## سجل المنافسة
شاركت في المنافسات التالية:
- الألعاب الأولمبية الصيفية 2016
- كأس العالم لكرة السلة للسيدات 2014

## الميداليات
| الميدالية | المسابقة                    |
| --------- | --------------------------- |
| ذهبية     | دورة الألعاب الأمريكية 2015 |

## روابط خارجية
- نيرا فيلدز على موقع الاتحاد الدولي لكرة السلة (الإنجليزية)
- نيرا فيلدز على موقع الاتحاد الوطني لكرة السلة النسائية (الإنجليزية)
- نيرا فيلدز على موقع كرة السلة الأوروبية.كوم (الإنجليزية)
- نيرا فيلدز على موقع كلية كرة السلة في سبورتس رفرنس.كوم (الإنجليزية)
- نيرا فيلدز على موقع بروبوليرز (الإنجليزية)
- نيرا فيلدز على موقع سبورتس رفرنس (الإنجليزية)
- نيرا فيلدز على موقع سبورتس رفرنس (الإنجليزية)
- نيرا فيلدز على موقع اللجنة الأولمبية الدولية (الإنجليزية)
- نيرا فيلدز على موقع أوليمبيديا (الإنجليزية)
- نيرا فيلدز على موقع اللجنة الأولمبية الكندية (الإنجليزية)